# Bright Angel Trail
Le Bright Angel Trail est un sentier de randonnée américain dans le comté de Coconino, en Arizona. Protégé au sein du parc national du Grand Canyon, il est lui-même classé National Recreation Trail depuis 1981. Il emprunte le Silver Bridge, un pont suspendu sur le Colorado, dans le Grand Canyon.  Le long du parcours, de nombreuses constructions présentent le style rustique du National Park Service, par exemple l'Indian Garden Trail Caretaker's Residence.